# Stanisław Urban
Stanisław Urban, född 13 september 1907 i Warszawa, död april 1940 i Katyn, var en polsk roddare.
Urban blev olympisk bronsmedaljör i fyra med styrman vid sommarspelen 1932 i Los Angeles.